# Marco Da Graca
Marco Da Graca (Palermo, Italia, 1 de mayo de 2002) es un futbolista italiano que juega de delantero en la Juventus Next Gen de la Serie C.

## Trayectoria
Empezó a formarse como futbolista en las filas inferiores de la Palermo F. C. y de la Juventus de Turín hasta que finalmente en 2021 subió al primer equipo. Hizo su debut como futbolista el 27 de enero de 2021 en un encuentro de la Copa de Italia contra el S.P.A.L., donde sustituyó a Merih Demiral en el minuto 83. Su debut en la Liga de Campeones de la UEFA se produjo el 8 de diciembre de 2021 contra el Malmö FF en la fase de grupos.
El 30 de agosto de 2023, firmó por la SD Amorebieta de la Segunda División de España, cedido por la Juventus de Turín.

## Estadísticas

### Clubes
Actualizado al último partido disputado el 31 de octubre de 2024.
| Club                       | Div.          | Temporada     | Liga  | Liga  | Copas nacionales | Copas nacionales | Copas internacionales | Copas internacionales | Total | Total |
| Club                       | Div.          | Temporada     | Part. | Goles | Part.            | Goles            | Part.                 | Goles                 | Part. | Goles |
| -------------------------- | ------------- | ------------- | ----- | ----- | ---------------- | ---------------- | --------------------- | --------------------- | ----- | ----- |
| Juventus Next Gen · Italia | 3.ª           | 2020-21       | 7     | 1     | 0                | 0                | —                     | —                     | 7     | 1     |
| Juventus Next Gen · Italia | 3.ª           | 2021-22       | 22    | 4     | 1                | 0                | —                     | —                     | 23    | 4     |
| Juventus Next Gen · Italia | 3.ª           | 2022-23       | 22    | 0     | 5                | 1                | —                     | —                     | 27    | 1     |
| Juventus de Turín · Italia | 1.ª           | 2020-21       | 0     | 0     | 1                | 0                | 0                     | 0                     | 1     | 0     |
| Juventus de Turín · Italia | 1.ª           | 2021-22       | 0     | 0     | 0                | 0                | 1                     | 0                     | 1     | 0     |
| Juventus de Turín · Italia | Total club    | Total club    | 0     | 0     | 1                | 0                | 1                     | 0                     | 2     | 0     |
| S. D. Amorebieta · España  | 2.ª           | 2023-24       | 12    | 0     | 1                | 0                | —                     | —                     | 13    | 0     |
| S. D. Amorebieta · España  | Total club    | Total club    | 12    | 0     | 1                | 0                | 0                     | 0                     | 13    | 0     |
| Juventus Next Gen · Italia | 3.ª           | 2023-24       | 11    | 0     | —                | —                | —                     | —                     | 11    | 0     |
| Juventus Next Gen · Italia | 3.ª           | 2024-25       | 10    | 2     | 1                | 0                | —                     | —                     | 11    | 2     |
| Juventus Next Gen · Italia | Total club    | Total club    | 72    | 7     | 7                | 1                | 0                     | 0                     | 79    | 8     |
| Total carrera              | Total carrera | Total carrera | 84    | 6     | 9                | 1                | 1                     | 0                     | 94    | 8     |

## Palmarés

### Campeonatos nacionales
| Título         | Club           | País   | Año  |
| -------------- | -------------- | ------ | ---- |
| Copa de Italia | Juventus F. C. | Italia | 2021 |